# Portret van Matthaeus Yrsselius
Het Portret van Mattheus Yrsselius is een schilderij van Peter Paul Rubens uit circa 1624. Het maakt sinds 1809 deel uit van de collectie van het Statens Museum for Kunst in Kopenhagen.

## Geschiedenis
Mattheus Yrsselius, een gelatiniseerde vorm van Mattheus van Iersel, was abt van de Sint-Michielsabdij in Antwerpen van 1614 tot zijn dood in 1629. Voor deze abdij, die niet meer bestaat, bestelde hij in 1624 bij Rubens een groot altaarstuk met de Aanbidding der Koningen voor het hoofdaltaar van de kerk. Hiervoor betaalde hij in totaal het hoge bedrag van 1500 gulden. Rubens was zeer goed bekend met de kerk. Zijn moeder en oudste broer lagen er begraven en zijn eerste huwelijk, met Isabella Brandt, vond er in 1609 plaats.
Als compensatie voor de hoge kosten schilderde Rubens ook het portret van de opdrachtgever. Dit werd samen met een verdwenen epitaaf aan een pijler in het hoogaltaar opgehangen in de buurt van het graf van de abt. De abt die knielend en biddend is afgebeeld, lijkt hierdoor naar het altaarstuk te kijken. Op deze manier kreeg het gebruik om opdrachtgevers deel te laten nemen aan het tafereel op een altaarstuk door ze geknield af te beelden een nieuwe, barokke invulling.

## Voorstelling
Mattheus Yrsselius is afgebeeld in het witte habijt van de norbertijnen. Zijn met edelstenen bezette mijter en rijk versierde staf staan naast hem. De schaduw die de staf werpt op de dieprode achtergrond geeft het schilderij diepte. Het schilderij is een goed voorbeeld van het vermogen dat Rubens had om de geportretteerde levensecht af te beelden. Dit geldt niet alleen voor bijvoorbeeld de huid, maar ook voor de persoonlijkheid van de abt.

## Afbeeldingen

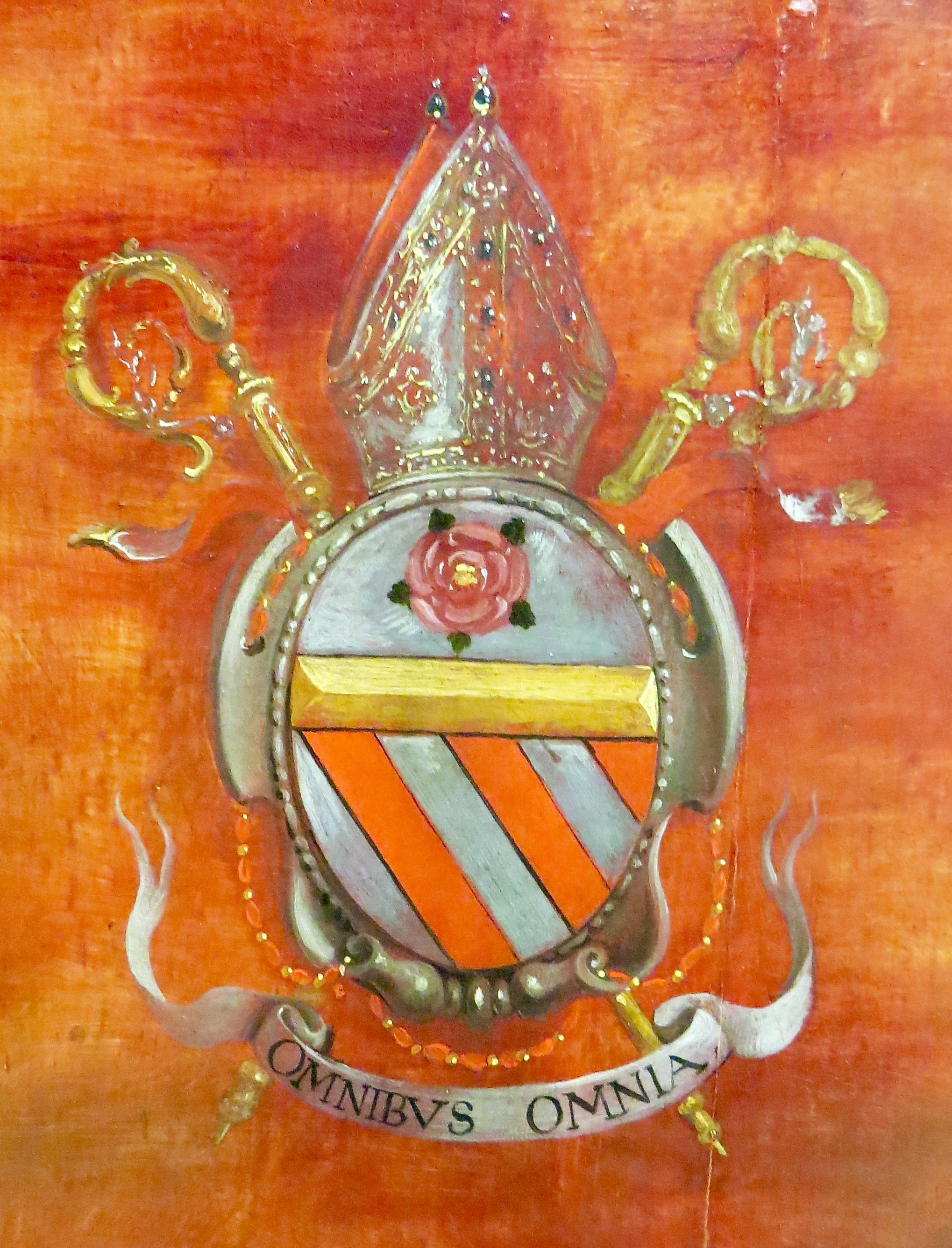
familiaal wapenschild van de abt.
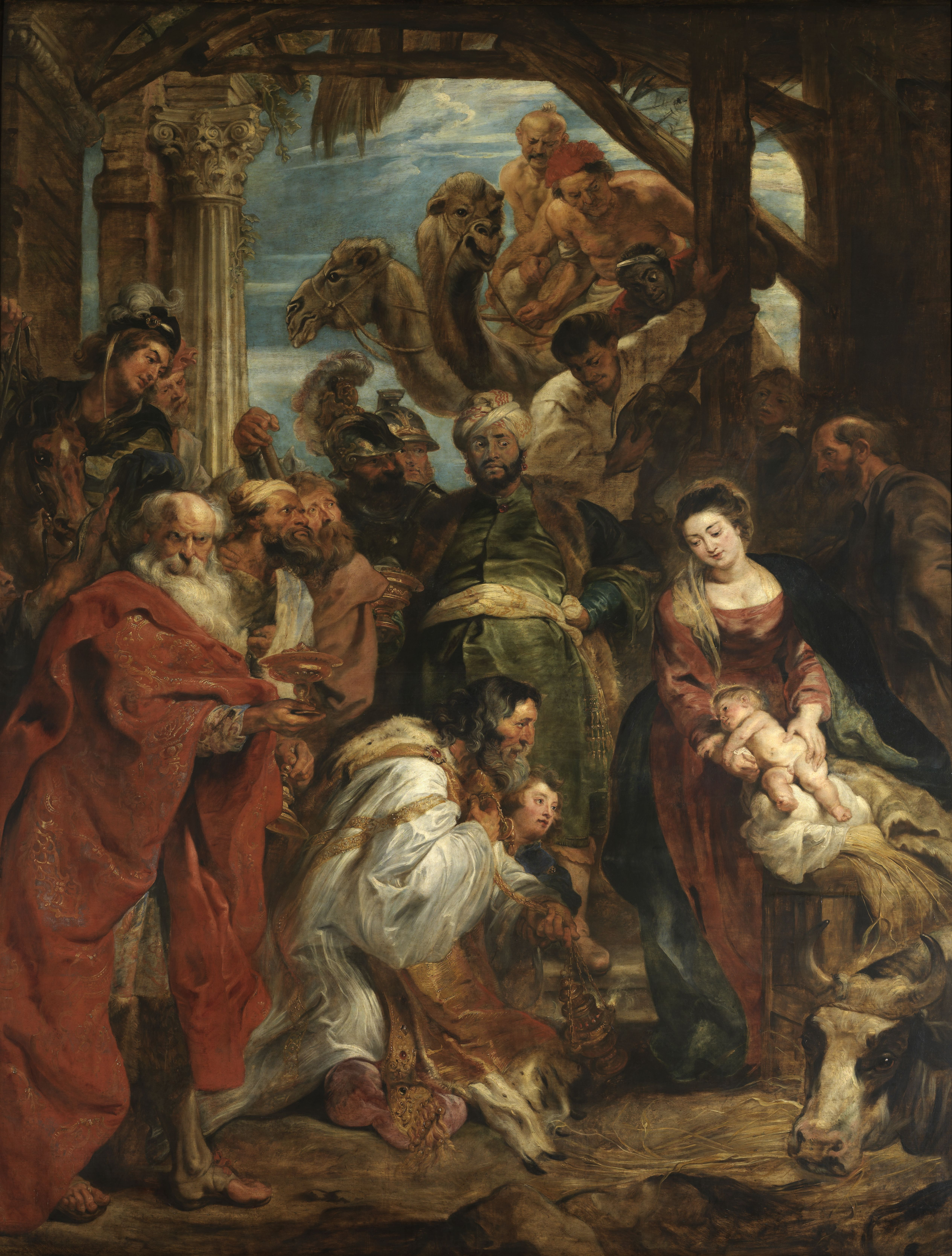
Aanbidding der Koningen